# Редунки
Редунки (лат. Redunca) — род парнокопытных млекопитающих семейства полорогих. Содержит 3 вида, распространённых в Африке к югу от Сахары.

## Описание
Длина тела 110—160 см, длина хвоста 15—30 см, высота в холке 60—105 см. Масса 20—95 кг. Самцы по величине не отличаются от самок или чуть больше. Телосложение лёгкое. Спина почти прямая (крестец немного выше загривка). Конечности высокие тонкие. Голова небольшая. На конце морды довольно большой участок голой кожи. Глаза большие. Уши средней длины, заострённые. Под ухом находится небольшой, округлый по форме, лишённый волос железистый участок кожи жёлто- или чёрно-серого цвета. Хвост на всем протяжении покрыт длинными волосами. Только самцы обладают рогами длиной 12-45 см. От основания они идут наискось назад и вверх, а затем изгибаются вверх и немного вперёд. В поперечнике рога округлые, только верхняя их треть не имеет поперечных выступов. У основания рогов узкие или широкие (до 5 см) мясистые складки, которые с возрастом становятся жёсткими. Средние копыта узкие, низкие и заострённые (обыкновенный и большой редунка) или широкие и высокие (горный редунка). Боковые копыта короткие и широкие. Копыта и рога чёрно-бурые или чёрные.
Волосяной покров короткий, мягкий. На шее, груди и брюхе волосы немного длиннее, чем на спине. Спинная сторона тела буровато-серая или буро-охристая, брюшная бело-серая, жёлто-белая или белая. Запястных, передочных и межпальцевых желез нет. Паховых желез одна или две пары. Сосков 2 пары.
Череп с сильно выступающими в стороны нижними и задними краями больших глазниц. Мозговая коробка составляет примерно треть длины лицевого отдела черепа. Межчелюстные кости не соприкасаются с длинными и узкими носовыми. Этмоидальные и надглазничные отверстия большие. Костные слуховые буллы очень большие.
Второй верхний коренной зуб небольших размеров или его нет совсем.
Обыкновенный и большой редунки живут в открытых травянистых или поросших кустарником местах, иногда заболоченных, на равнинах и холмах или горах, но всегда вблизи воды. Горный редунка предпочитает травянистые с отдельными кустами, каменистые или скальные склоны холмов или гор, может долго обходиться без воды. Активные в основном утром и вечером. Питаются преимущественно травянистыми растениями. Держатся поодиночке, парами или небольшими группами, обычно состоящими из одного самца и нескольких самок с детёнышами. Период спаривания не ограничен каким-либо временем года. Продолжительность беременности 6—7 месяцев. Детёнышей в помёте один, редко два. Половая зрелость наступает в 1,5 года. Продолжительность жизни 8—10 лет.